# يوحنا سكلتيز

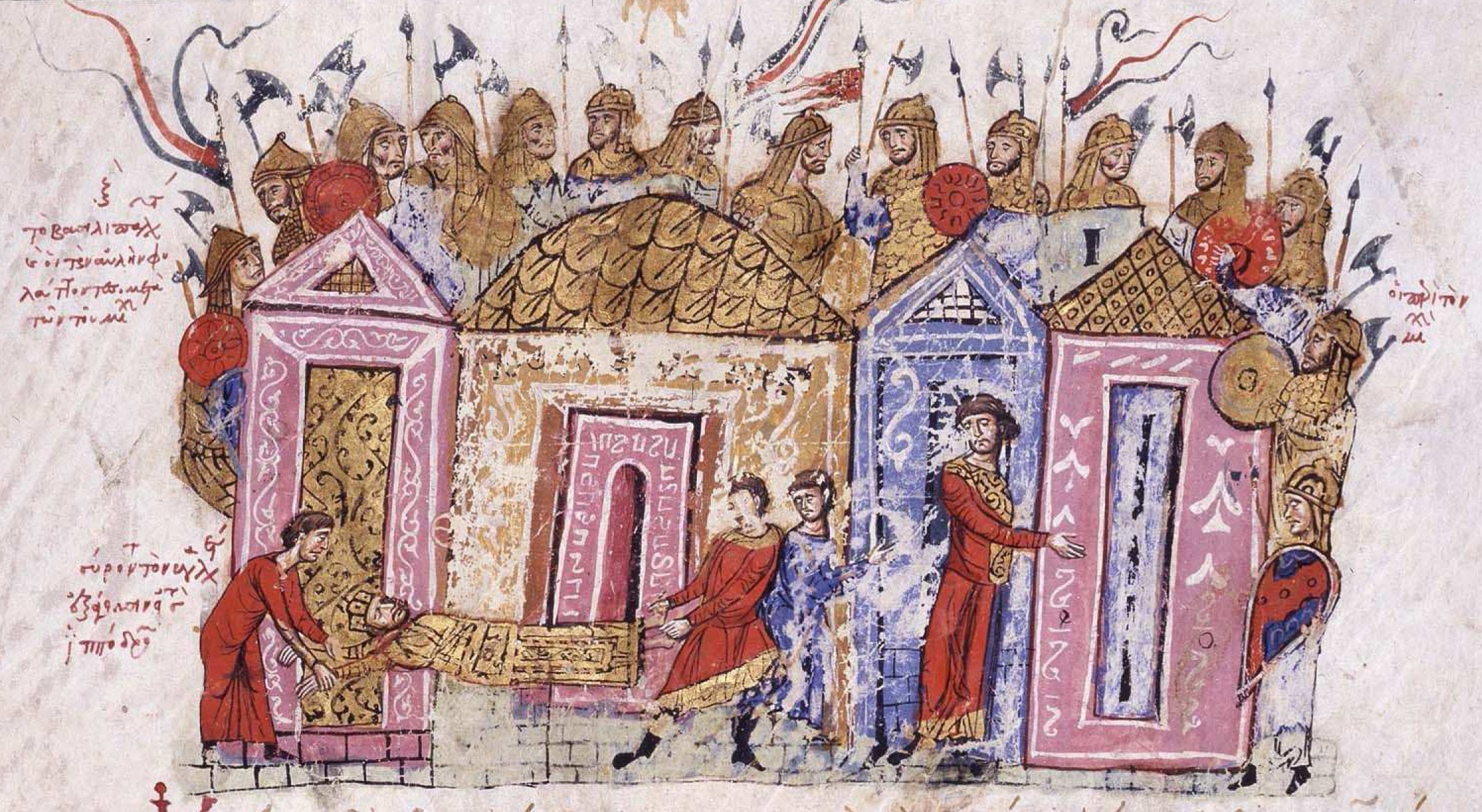
رجال الحرس الفارانجي، زخرفة من سجل جون سكيليتزيس في القرن الحادي عشر.

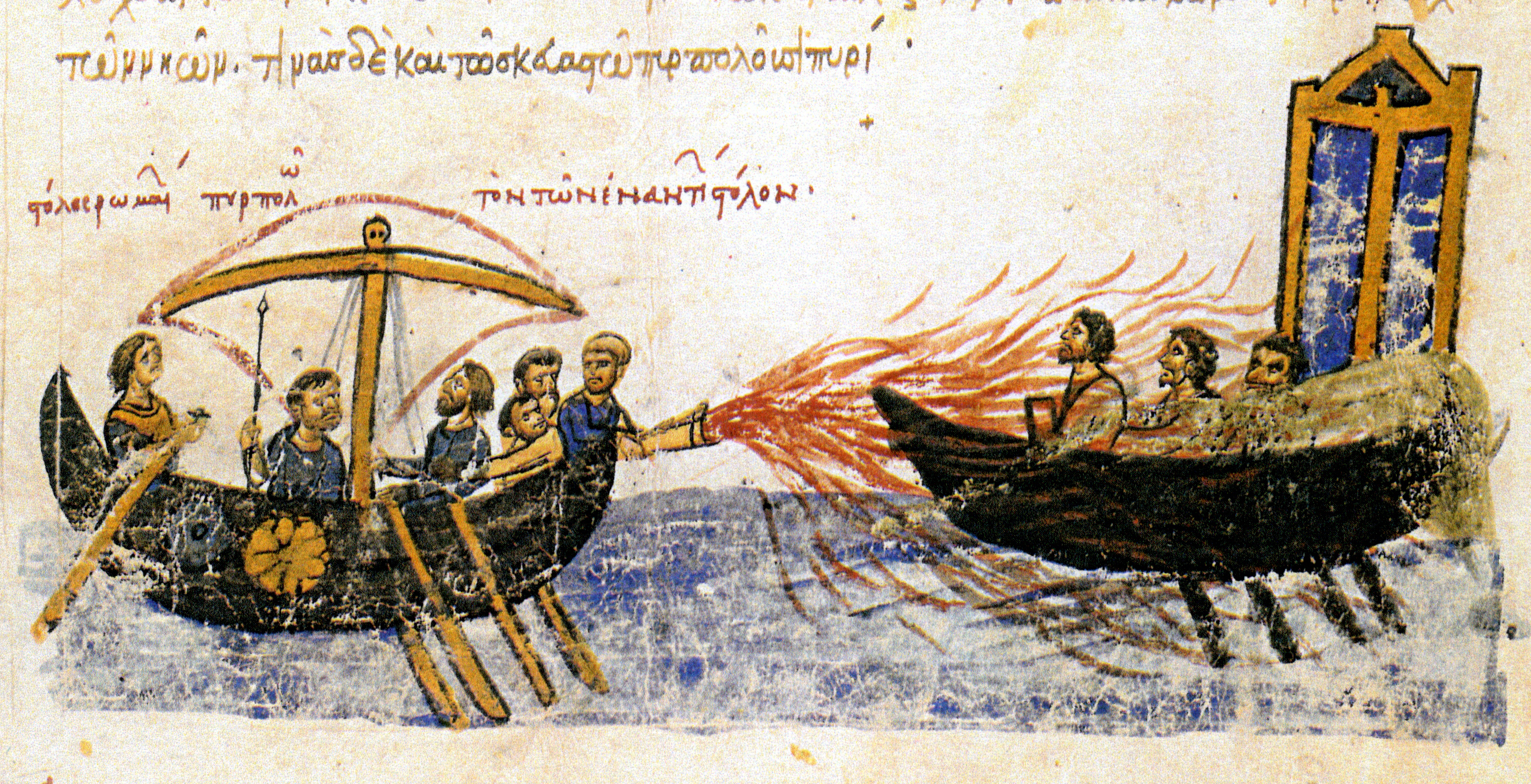
تصوير النار الإغريقية في مخطوطة مدريد

يوحنا سكلتيز أو جون سكلتيز (باليونانية: Ἰωάννης Σκυλίτζης) (أوائل العقد 1040 - بعد 1101) كان مؤرخًا بيزنطيًّا في أواخر القرن الحادي عشر.

## حياته
لا يُعرف الكثير عن حياته. يشير عنوان عمله إلى أنه كانقربلاط ودرونجاريوس سابق [الإنجليزية]، وبالتالي يُسمى جون ثراكيسيوس.
عمله الرئيس هو ملخص التاريخ (باليونانية: Σύνοψις Ἱστοριῶν [ˈsy̜.nop.sis is.to.riˈon])، والذي يغطي عهود الأباطرة البيزنطيين من وفاة نقفور الأول في عام 811 إلى عزل ميخائيل السادس في عام 1057؛ ويستمر في تأريخ ثيوفان المعترف. هناك استمرار لتاريخه، اسمه (إكمال سكلتيز)، يغطي الفترة من عام 1057 إلى عام 1079؛ يفترض بعض المؤرخين أنه من كتبه.

## مخطوطة سكلتيز المدريدية
مخطوطة سكلتيز المدريدية (باللاتينية: Skyllitzes Matritensis، [sk̟ilˈlit̪.d͡ze̝s ma.t̪riˈt̪ɛn.sis]) هي المخطوطة الأكثر شهرة في الملخص، قد أُنتجت في صقلية في القرن الثاني عشر، ، وهي الآن في المكتبة الوطنية الإسبانية في مدريد. وتضم 574 صورة مصغرة، في حين فُقِد نحو 100 صورة مصغرة، وهي المخطوطة البيزنطية الوحيدة الباقية المزخرفة باللغة اليونانية، مما يوفر مصدرًا أساسيًا لا يقدر بثمن لتصور بيزنطة المعاصرة.